# Oaxaca-Zwergboa
Die Oaxaca-Zwergboa (Exiliboa placata) ist eine ungiftige Schlange aus der Familie der Boas, genauer, der Unterfamilie der Zwergboas. Sie kommt nur im mexikanischen Bundesstaat Oaxaca vor. Die Gattung Exiliboa ist monotypisch.
Das Artepitheton „placata“ stammt vom lateinischen Verb „placare“ und beschreibt das ruhige, sanfte Wesen der Schlange.

## Merkmale
Die Oaxaca-Zwergboa wird bis 50 Zentimeter lang und ist einheitlich schwarz gefärbt. Nur um die Anale hat sie einen weißen Fleck. Der Kopf ist nicht vom Körper abgesetzt.
Die Schuppen sind nicht gekielt. Auf Höhe der Körpermitte hat die Oaxaca-Zwergboa 21 Rückenschuppenreihen und damit weniger wie alle anderen Boas Mexikos. Der Schwanz, der circa 10 Prozent der Körperlänge ausmacht, endet stumpf. Das erste beschriebene Exemplar von Exiliboa placata hatte 166 Bauchschuppen und 24 Schwanzschuppen. Der Oberkiefer trägt 17–19 Zähne.
Die Nasenschuppen (Scutum nasale) sind nicht geteilt. Im Gegensatz zu den Zwergboas der Gattung Ungaliophis und den Erdboas der Gattung Tropidophis hat sie eine große, einzelne Internasale zwischen den Nasenschuppen. Diese grenzt an ein Paar Präfrontale, die wiederum vor der Frontalen liegen. Die Boas der Gattung Ungaliophis haben dagegen eine einzelne Präfrontale, bei Tropidophis grenzen die beiden Internasale nicht an die Präfrontale. Von den sieben Oberlippenschuppen grenzen die vierte und fünfte direkt ans Auge. Unterlippenschuppen sind ebenfalls sieben vorhanden.

## Lebensweise
Über die Lebensweise der Oaxaca-Zwergboa ist wenig bekannt. Sie lebt in den Wolken- und Nebelwäldern hauptsächlich unterirdisch und ernährt sich von kleinen Frösche, Salamandern und Amphibieneiern.
Ein Wurf umfasst 8–16 Jungtiere.

## Verbreitung
Die Art kommt nur im Nordwesten des mexikanischen Bundesstaats Oaxaca vor. Sie lebt in der Sierra Juárez und der Sierra Mije in Höhen zwischen 800 und 2000 Metern.

## Gefährdung und Schutz
Aufgrund ihres kleinen Verbreitungsraums wird Oaxaca-Zwergboa in der Roten Liste der IUCN als „Vulnerable“, also gefährdet geführt. Besonders die Abholzung der Wälder für Land- und Forstwirtschaft verkleinert den benötigten Lebensraum.